# هال قرير
هال قرير (بالإنجليزية: Hal Greer) مواليد 26 يونيو 1936 في هنغتينغتون، هو لاعب كرة سلة أمريكي سابق أصبح مدرباً بدأ مسيرته الاحترافية في سنة 1958. يبلغ طوله 6 قدم 2 بوصة (1.9 م). اعتزل اللعب في 1973.

## فرق لعب لها
- فيلادلفيا سفنتي سيكسرز

## روابط خارجية
- هال قرير على موقع إن بي أي (الإنجليزية)
- هال قرير على موقع سبورتس رفرنس (الإنجليزية)
- هال قرير على موقع إي إس بي إن.كوم (الإنجليزية)
- هال قرير على موقع كلية كرة السلة في سبورتس رفرنس.كوم (الإنجليزية)
- هال قرير على موقع ريلجم (الإنجليزية)
- هال قرير على موقع بروبوليرز (الإنجليزية)
- هال قرير على موقع قاعة المشاهير الجامعة الوطنية لكرة السلة (الإنجليزية)